# Kálmán Székány
Kálmán Székány (Budapest, 1º febbraio 1885 – Parigi, 31 luglio 1967) è stato un allenatore di calcio ungherese, fratello del calciatore ed allenatore Géza.

## Carriera

### Allenatore
Ungherese di nascita, Kálmán Székány iniziò ad allenare al Budai 11 passando nell'ottobre 1932 allo Stade Rennais, divenendone il primo allenatore professionista. Sotto la sua guida, lo Stade Rennais terminò al sesto posto del gruppo B del primo campionato professionistico francese.
Al termine della sua prima stagione francese, Székány lascia il club bretone, per passare al Bordeaux FC, che diverrà in seguito il Girondins de Bordeaux. L'allenatore vi rimarrà due stagioni, tra il 1933 ed il 1935.
Il 6 agosto 1935, Székány venne ingaggiato dall'AS Brestoise, a cui impose il WM. Con l'AS Brestoise, ottenne i quarti di finale della Coppa di Francia 1935-1936, venendo eliminato dal Red Star. Ottenne la vittoria della Coupe de France des amateurs il 27 maggio 1937 allo Stadio Olimpico de Colombes. In seguito a questo successo, Székány lasciò l'AS Brestoise.

## Palmarès

### Allenatore

#### Competizioni nazionali
- Coupe de France des amateurs: 1

AS Brestoise: 1937